# Trond Espen Seim
Pour les articles homonymes, voir Seim.
Trond Espen Seim, né le 4 octobre 1971 à Oslo (Norvège), est un acteur norvégien.

## Filmographie

### À la télévision
- 2014-2017 : Les Héritiers : Robert Eliassen (26 épisodes)
- 2016 : Mammon, la révélation : premier ministre Michael Woll (8 épisodes, 2016)

### Au cinéma
- 1998 : Bloody Angels (1732 Høtten) : Gustav
- 2002 : I Am Dina : The First Lieutenant
- 2004 : Hawaii, Oslo : Vidar
- 2006 : Isola : Aksel
- 2007 : Bitter Flowers (Varg Veum - Bitre blomster) : Varg Veum
- 2008 : Fallen Angels (Varg Veum - Falne engler) : Varg Veum
- 2008 : En eaux troubles (DeUsynlige) : Jon M
- 2009 : The Frost : Alfred
- 2010 : The Writing on the Wall (Varg Veum - Skriften på veggen) : Varg Veum
- 2011 : Black Sheep (Varg Veum - Svarte får) : Varg Veum
- 2011 : Varg Veum - Dødens drabanter : Varg Veum
- 2011 : The Thing : Edvard Wolner
- 2011 : Varg Veum - I mørket er alle ulver grå : Varg Veum
- 2012 : Varg Veum - De døde har det godt : Varg Veum
- 2012 : Varg Veum - Kalde hjerter : Varg Veum
- 2014 : Lea : Christian
- 2015 : Hevn : Ivar
- 2016 : Snekker Andersen og Julenissen : Snekker Andersen
- 2017 : Kometen : Peder
- 2019 : Voyage au bout de la Terre (Amundsen) d'Espen Sandberg : Fridtjof Nansen

Prochainement
- Mango: Lifes Coincidences : Street beggar (en cours de production)

## Distinctions
- 2008 : Prix Amanda du meilleur acteur